# Liste der Kulturdenkmale in Klessig (Nossen)
In der Liste der Kulturdenkmale in Klessig sind die Kulturdenkmale des Nossener Ortsteils Klessig verzeichnet, die bis April 2021 vom Landesamt für Denkmalpflege Sachsen erfasst wurden (ohne archäologische Kulturdenkmale). Die Anmerkungen sind zu beachten.
Diese Aufzählung ist eine Teilmenge der Liste der Kulturdenkmale in Nossen.

## Klessig
| Bild                                    | Bezeichnung                                                                        | Lage                       | Datierung                                                                         | Beschreibung | ID       |
| --------------------------------------- | ---------------------------------------------------------------------------------- | -------------------------- | --------------------------------------------------------------------------------- | --- | -------- |
| Weitere Bilder                          | Kriegerdenkmal für die Gefallenen des Ersten Weltkrieges                           | Am Denkmal (Karte)         | Nach 1918                                                                         | Ortsgeschichtlich von Bedeutung | 09268352 |
| Direkt Bild zu diesem Denkmal hochladen | Seitengebäude und Scheune eines Bauernhofes                                        | Dorfstraße 3 (Karte)       | 1. Hälfte 19. Jahrhundert                                                         | Beide Gebäude mit Fachwerk massiv untersetzt, baugeschichtlich und wirtschaftsgeschichtlich von Bedeutung, mit ehemaligem Bauerngarten | 09268346 |
| Direkt Bild zu diesem Denkmal hochladen | Wohnhaus und Seitengebäude eines Bauernhofes, mit Torpfeilern und Mauereinfriedung | Dorfstraße 4 (Karte)       | 1. Hälfte 19. Jahrhundert (Bauernhaus); 2. Hälfte 19. Jahrhundert (Seitengebäude) | Wohnhaus mit Fachwerk-Obergeschoss und Segmentbogenportal, Seitengebäude verputzter Massivbau mit Vorhangbogenfenstern im Mittelrisalit, baugeschichtlich und wirtschaftsgeschichtlich von Bedeutung. - Wohnhaus: Fachwerk massiv untersetzt, teils verbrettert - Wirtschaftsgebäude: massiv, Dacherker, Lisenengliederung | 09268345 |
| Direkt Bild zu diesem Denkmal hochladen | Wohnhaus, mit Tiefenkeller auf der gegenüberliegenden Straßenseite                 | Dorfstraße 5 (Karte)       | 1. Hälfte 19. Jahrhundert                                                         | Obergeschoss Fachwerk massiv untersetzt, baugeschichtlich von Bedeutung | 09268349 |
| Direkt Bild zu diesem Denkmal hochladen | Wohnhaus                                                                           | Dorfstraße 7 (Karte)       | 1. Hälfte 19. Jahrhundert                                                         | Obergeschoss Fachwerk massiv untersetzt, baugeschichtlich von Bedeutung | 09268350 |
| Direkt Bild zu diesem Denkmal hochladen | Wohnhaus                                                                           | Dorfstraße 9 (Karte)       | Bezeichnet mit 1852                                                               | Obergeschoss Fachwerk massiv untersetzt, baugeschichtlich von Bedeutung | 09268351 |
| Direkt Bild zu diesem Denkmal hochladen | Wohnhaus                                                                           | Dorfstraße 17 (Karte)      | 1. Hälfte 19. Jahrhundert                                                         | Obergeschoss Fachwerk massiv untersetzt, baugeschichtlich von Bedeutung. Krüppelwalmdach, Schleppdach. | 09268354 |
| Direkt Bild zu diesem Denkmal hochladen | Wohnstallhaus, Scheune und Seitengebäude eines Dreiseithofes                       | Dorfstraße 21 (Karte)      | 1. Hälfte 19. Jahrhundert                                                         | Alle Gebäude Fachwerk, geschlossen erhaltene Hofanlage, baugeschichtlich und wirtschaftsgeschichtlich von Bedeutung. - Wohnstallhaus: Fachwerk massiv untersetzt - Stall- und Wirtschaftsgebäude: ebenso, Giebelseite verbrettert - Scheune: Fachwerk, mit ehemaligem Bauerngarten                                         | 09268355 |
| Direkt Bild zu diesem Denkmal hochladen | Seitengebäude und Scheune eines Dreiseithofes                                      | Gärtnergasse 1 (Karte)     | 1. Hälfte 19. Jahrhundert                                                         | Beide Gebäude Fachwerk, baugeschichtlich und wirtschaftsgeschichtlich von Bedeutung. - Wirtschaftsgebäude: Fachwerk massiv untersetzt - Scheune: Fachwerk | 09268347 |
| Direkt Bild zu diesem Denkmal hochladen | Wohnstallhaus, Seitengebäude und Scheune eines Dreiseithofes                       | Gärtnergasse 3 (Karte)     | Bezeichnet mit 1797 (Wohnstallhaus); um 1800 (Seitengebäude)                      | Alle Gebäude mit Fachwerk, dieses zum Teil verputzt, baugeschichtlich und wirtschaftsgeschichtlich von Bedeutung. - Scheune: Fachwerk - Wirtschaftsgebäude: Fachwerk massiv untersetzt - Wohnstallhaus: baulich verändert, Fachwerk im Obergeschoss verputzt, Segmentbogenportal bezeichnet mit 1797 (nicht 1723)          | 09268348 |
| Direkt Bild zu diesem Denkmal hochladen | Wegestein                                                                          | Noßlitzer Straße (Karte)   | 19. Jahrhundert                                                                   | Verkehrsgeschichtlich von Bedeutung | 09268353 |
| Direkt Bild zu diesem Denkmal hochladen | Wohnstallhaus, Seitengebäude und Scheune eines Bauernhofes, mit Bauerngarten       | Noßlitzer Straße 3 (Karte) | 1. Hälfte 19. Jahrhundert                                                         | Alle Gebäude in Fachwerkbauweise, weitgehend geschlossen erhaltener Bauernhof, baugeschichtlich und wirtschaftsgeschichtlich von Bedeutung. - Wohnstallhaus: Fachwerk massiv untersetzt, Giebel verbrettert - Stall- und Wirtschaftsgebäude: Fachwerk massiv untersetzt - Scheune: Fachwerk                                | 09268357 |
| Direkt Bild zu diesem Denkmal hochladen | Seitengebäude, Scheune und Torbogen eines Bauernhofes                              | Noßlitzer Straße 8 (Karte) | Bezeichnet mit 1801 (Torbogen); 2. Hälfte 19. Jahrhundert (Seitengebäude)         | Massives Seitengebäude des 19. Jahrhunderts, Fachwerk-Scheune, baugeschichtlich und wirtschaftsgeschichtlich von Bedeutung | 09268356 |

## Tabellenlegende
- Bild: Bild des Kulturdenkmals, ggf. zusätzlich mit einem Link zu weiteren Fotos des Kulturdenkmals im Medienarchiv Wikimedia Commons. Wenn man auf das Kamerasymbol klickt, können Fotos zu Kulturdenkmalen aus dieser Liste hochgeladen werden:
- Bezeichnung: Denkmalgeschützte Objekte und ggf. Bauwerksname des Kulturdenkmals
- Lage: Straßenname und Hausnummer oder Flurstücknummer des Kulturdenkmals. Die Grundsortierung der Liste erfolgt nach dieser Adresse. Der Link (Karte) führt zu verschiedenen Kartendiensten mit der Position des Kulturdenkmals. Fehlt dieser Link, wurden die Koordinaten noch nicht eingetragen. Sind diese bekannt, können sie über ein Tool mit einer Kartenansicht einfach nachgetragen werden. In dieser Kartenansicht sind Kulturdenkmale ohne Koordinaten mit einem roten bzw. orangen Marker dargestellt und können durch Verschieben auf die richtige Position in der Karte mit Koordinaten versehen werden. Kulturdenkmale ohne Bild sind an einem blauen bzw. roten Marker erkennbar.
- Datierung: Baubeginn, Fertigstellung, Datum der Erstnennung oder grobe zeitliche Einordnung entsprechend des Eintrags in der sächsischen Denkmaldatenbank
- Beschreibung: Kurzcharakteristik des Kulturdenkmals entsprechend des Eintrags in der sächsischen Denkmaldatenbank, ggf. ergänzt durch die dort nur selten veröffentlichten Erfassungstexte oder zusätzliche Informationen
- ID: Vom Landesamt für Denkmalpflege Sachsen vergebene, das Kulturdenkmal eindeutig identifizierende Objekt-Nummer. Der Link führt zum PDF-Denkmaldokument des Landesamtes für Denkmalpflege Sachsen. Bei ehemaligen Kulturdenkmalen können die Objektnummern unbekannt sein und deshalb fehlen bzw. die Links von aus der Datenbank entfernten Objektnummern ins Leere führen. Ein ggf. vorhandenes Icon  führt zu den Angaben des Kulturdenkmals bei Wikidata.